# Vrtací kladivo

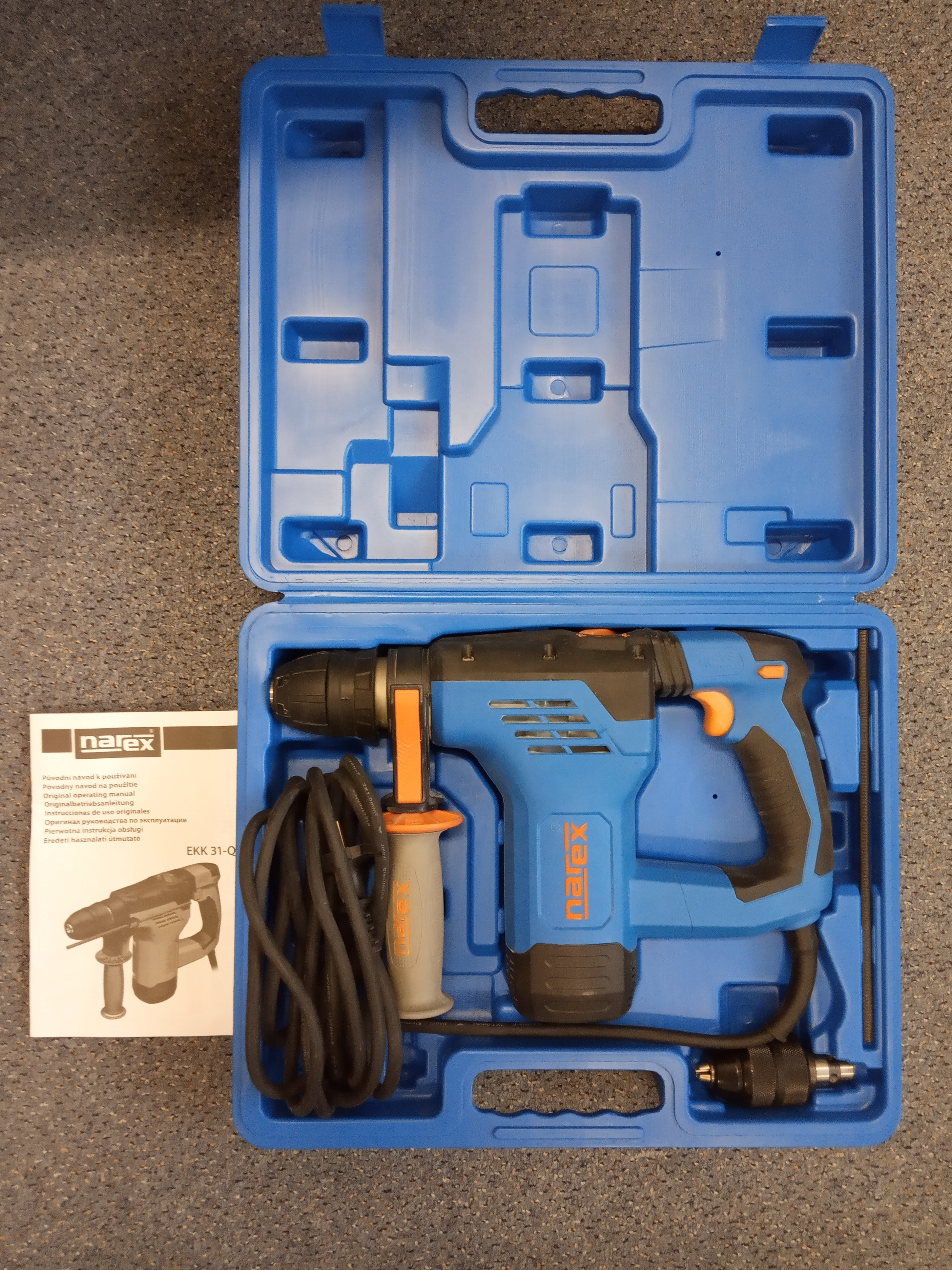
Kufřík s vrtacím kladivem

Vrtací kladivo je příklepová vrtačka s elektropneumatickým příklepem – vibračním mechanismem používaným při vrtání například do zdiva.
Elektromotor (komutátorový, případně bezkartáčový) kladiva je využíván k pohonu pneumatického příklepového mechanismu a k otáčení vrtáku. Základní funkce stroje jsou vrtání s příklepem, vrtání bez příklepu a šroubování. Vrtací kladivo se vyrábí v základní hmotnostní kategorii 2–4 kg. Systém upínání vrtáků je zpravidla SDS-plus u lehčích kladiv, v případě vyšších nároků (větší průměr vrtáku, vyšší síla úderu) se uplatňuje upínání SDS-max. Vrtáky s hladkou stopkou je možné použít s pomocí redukce – vrták se upne ve sklíčídle s čelistmi a SDS stopka se zasune do vrtacího kladiva. Některé dražší modely nabízejí dokonce možnost sklíčidla zaměňovat.
Elektropneumatický příklep pracuje na principu přetlaku a podtlaku vzduchu, jenž uvádí do pohybu úderník (tzv. beran), který předává energii úderu na vrták nebo sekáč vrtacího či sekacího kladiva. Stlačování vzduchu zajišťuje píst spojený přes ojnici a klikový hřídel s elektromotorem (proto název elektro-pneumatický příklep).
Vrtací kladiva pracují s menším rozsahem otáček (do cca 1000 ot/min) v porovnání s vrtačkami (až 3000 ot/min), poskytují však podstaně větší energií úderu. U malých vrtacích kladiv (systém SDS-plus) se pohybuje mezi 2–5 J, u profesionálních nástrojů se systémem SDS-max je to 6–20 J. Vyšší energii úderu (až 60 J) dokáží poskytnout sekací/bourací kladiva, která se díky tomu hodí pro demoliční práce. Energie úderu přímo souvisí s výkonem elektromotoru, který může začínat na cca 300 W a přesahovat i 2500 W. 